# Astronomija u 1846.
◄◄ | ◄ | 1843. | 1844. | 1845. | 1846.  | 1847. | 1848. | 1849. | ► | ►►
Arhitektura • Astronomija • Biologija • Fotografija • Glazba • Kazalište • Kemija • Kiparstvo • Knjige • Književnost • Kršćanstvo • Meteorologija • Medicina • Politika • Pravo • Promet • Slikarstvo • Šport • Znanost • Željeznički promet
Astronomija u 1846.

## Svijet

### Otkrića
- Polovicom siječnja astronomi su uočili da se Bielin komet raspolutio na dva dijela. Obje su jezgre pratili do konca ožujka, i tad je bljeđa polovica nestala iz vidika, a svjetliju polovicu pratili su do 27. travnja. Razdvajanje je uočeno poslije. Nakon nekog vremena komet je izgubljen, a umjesto njega uočeni su meteorski pljuskovi 1872., a meteorski roj Bielidi (Andromedidi) potječe s putanje Bielina kometa.[1][2][3]

## Vanjske poveznice
|  | Zajednički poslužitelj ima još gradiva o temi Astronomija u 1846. |